# Marco Warren
Marco Warren (13 dicembre 1993 – Bermuda, 14 maggio 2023) è stato un calciatore bermudiano, di ruolo centrocampista.

## Caratteristiche tecniche
Era un trequartista.

## Carriera

### Club
Ha cominciato a giocare nel Flagler Saints. Nel 2015 era stato acquistato dal PHC Zebras.

### Nazionale
Ha debuttato in Nazionale il 15 luglio 2013, in Bermuda-Isole Falkland (8-0), subentrando a Domico Coddington al minuto 53. Ha messo a segno la sua prima rete con la maglia della Nazionale il 17 luglio 2013, in Bermuda-Frøya (8-0), siglando la rete del momentaneo 5-0 al minuto 67. Ha partecipato, con la Nazionale, alla CONCACAF Gold Cup 2019.

### Decesso
Warren è morto nel 2023, ancora in pieno agonismo, vittima di un incidente stradale.